# Жаринова Тамара Олександрівна
Жаринова Тамара Олександрівна (нар. 25 січня 1939, м. Старі Дороги, Білорусь) — радянська та українська вчена-хімік, доктор хімічних наук та професор (1991)..

## Біографія
Жаринова Тамара Олександрівна закінчила Київський університет у 1961 р., в якому відтоді й працювала. З 1968 р. працювала в Києві в Інституті колоїдної хімії та хімії води НАН України. Протягом 1977—1983 років була вченим секретарем; у 1973—1977 рр. та 1983—1996 рр. — старший науковий співробітник.

## Наукові дослідження
Основний напрям наукових досліджень — це електрофоретичні осадження дисперсійних матеріалів на поверхнях різної електропровідності з неводного середовища.

## Основні наукові праці
- Электрофоретические покрытия на основе полимеров. К., 1979 (співавт.);
- Електрофорез з неводних середовищ // Вісн. АН УРСР. 1980. № 9;
- Регулирование процесса электрофоретического осаждения в неполярных средах // КЖ. 1988. Т. 50, № 6 (співавт.);
- Электрофоретическое формирование полимерных композиционных покрытий. К., 1995.